# 芜湖海关旧址
芜湖海关旧址位于中国安徽省芜湖市镜湖区滨江公园内，为近代芜湖被辟为通商口岸的重要历史见证。芜湖海关为光绪二年（1876年）根据中英《烟台条约》规定设立的三等海关，次年4月开关，原位于江口西北中江塔附近，1919年7月迁至陶沟南侧、原8号码头附近的现址。建筑坐东朝西，面临长江，平面近方形，采用砖木混凝土混合结构，覆以钢板瓦坡屋面，清水外墙上饰有花岗岩装饰带。其中主体建筑为两层，钟楼为四层，钟楼内西、南、北三面各设一圆钟，西面设圆形舷窗，其下饰以绶带，另在第三层四角各饰有一柄彰显主权威仪的权杖。